# Longitarsus tenuicornis
Longitarsus tenuicornis är en skalbaggsart som beskrevs av Willis Blatchley 1923. Longitarsus tenuicornis ingår i släktet Longitarsus och familjen bladbaggar. Inga underarter finns listade i Catalogue of Life.